# Adieu pour toujours
Pour plus de détails, voir Fiche technique et Distribution.
Adieu pour toujours (Always Goodbye) est un film américain réalisé par Sidney Lanfield, sorti en 1938.

## Synopsis
L'héroïne se trouve amenée par les circonstances (horribles : son Fiancé meurt dans un accident d'auto le jour de son mariage ; et un bel inconnu la dissuade de se suicider) à confier l'enfant qu'elle va mettre au monde à un jeune couple (que connaît ce bel inconnu) qui l'adoptera comme son enfant.
Ce bel inconnu lui trouve du travail chez sa sœur et s'éclipse, mais un amour profond, de reconnaissance, naît entre eux,  ... contrarié lorsque les hasards de la vie remettent en présence la jeune mère et son petit garçon, notamment renforcé lors d'un voyage à bord de Normandie, le plus grand paquebot du monde. 
L'amour maternel est trop fort, la jeune femme découvre, extasiée,son enfant, apprend que la mère adoptive est morte, que le père adoptif va se remarier... avec une intrigante ; elle va  réussir à l'évincer pour le bien de son enfant.
Mais voilà le père adoptif qui s'éprend d'elle et la demande en mariage.
Écartelée entre son amour pour son bel inconnu et son amour maternel,  la jeune femme accepte la demande en mariage afin de pouvoir élever son enfant... mais (époque oblige) ne révélera jamais à son mari qu'elle est la vraie mère de ce petit garçon.
Avec générosité et noblesse, le bel inconnu accepte de sortir de la vie de la jeune femme.

## Fiche technique
- Titre : Adieu pour toujours
- Titre original : Always Goodbye
- Réalisation : Sidney Lanfield
- Scénario : Kathryn Scola et Edith Skouras d'après une histoire de Douglas Z. Doty et de Gilbert Emery
- Production : Darryl F. Zanuck et Raymond Griffith (producteur associé)
- Société de production : 20th Century Fox
- Musique : Cyril J. Mockridge (non crédité)
- Photographie : Robert H. Planck
- Montage : Robert L. Simpson
- Direction artistique : Bernard Herzbrun et Hans Peters
- Décors : Thomas Little
- Costumes : Royer
- Pays de production :  États-Unis
- Langue : anglais
- Distribution : 20th Century Fox
- Format : Noir et blanc - son : Mono (Western Electric Mirrophonic Recording)
- Genre : Film dramatique
- Durée : 75 minutes
- Date de sortie : 
  - États-Unis 24 juin 1938 New York / 1er juillet 1938 (sortie nationale)

## Distribution
- Barbara Stanwyck : Margot Weston
- Herbert Marshall : Jim Howard
- Ian Hunter : Phillip Marshall
- Cesar Romero : Comte Giovanni 'Gino' Corini
- Lynn Bari : Jessica Reid
- Binnie Barnes : Harriet Martin
- Johnny Russell : Roddy Weston Marshall
- Mary Forbes : Tante Martha Marshall
- Albert Conti : Modiste Benoit
- Marcelle Corday : Infirmière
- Franklin Pangborn : Vendeur de bicyclettes
- Ben Welden : Chauffeur de taxi
- Eddie Conrad : Coiffeur

Acteurs non crédités
- Charles Coleman : Maître d'hôtel
- George Davis : Chauffeur de taxi
- Robert Lowery : Don Gordon
- Harold Goodwin : Chauffeur
- Mary Treen : Fiancée d'Al

## Autour du film
Normandie apparaît à nouveau dans ce film, pour symboliser les retrouvailles entre les amoureux. La plupart des images du navires sont celles de son voyage inaugural, en mai-juin 1935. La piscine et le pont sur lesquels interviennent les acteurs sont reconstitués en studios. Le débarquement se fait réellement au Pier 88, à New-York.